# Макроаденом хипофизе
Макроаденом хипофизе су тумори селарног региона лобања која је место различитих врста тумора, међу којима су најчешћи аденоми хипофизе. Они настају из епителних ћелија хипофизе и чине 10-15% свих интракранијалних тумора. Тумори су већи од 10 мм и зато се дефинишу као макроаденоми, за разлику од оних мањих од 10 мм који се називају микроаденоми (који сеу чешћи) Снимање хипофизе је важно за потврђивање дијагнозе макроаденома хипофизе, као и за одређивање диференцијалне дијагнозе у односу на друге селарне лезије. Макроаденоми хипофизе често захтевају хируршку екстирпацију да би се излечили. 

## Епидемиологија
Тумори хипофизе се налазе на обдукцији у чак 25% неселективних случајева. Годишња инциденција неоплазми хипофизе варира од 1-7 случајева на 100.000 становника на основу неурохируршких серија.
Морталитет/Морбидитет
Морбидитет код макроаденома хипофизе варира од случајно откривених нефункционалних тумора до онеспособљавајућих макроаденома.[ 3 ] Морбидитет је резултат:
- масовних ефеката (нпр битемпорална хемианопсија),
- хормонске неравнотеже (дефицијенција хормона хипофизе због компресије нормалних питуицита или хормонског вишка тумора) и
- коморбидитета пацијената.

Значајан морбидитет је такође повезан са лечењем ових тумора.
Раса
Не постоји расна склоност за макроаденоме хипофизе.
Пол
Серија обдукција показује једнаку дистрибуцију тумора хипофизе између мушкараца и жена. Кортикотропиноми су изузетак, који се јављају углавном код жена, са односом између жена и мушкараца од 4:1. Генерално, женама у репродуктивном добу чешће се дијагностикује аденом хипофизе него мушкарцима. Разлог за ову већу стопу дијагнозе је нејасан, али може бити повезан са клиничком презентацијом таквих пацијената. Аменореја (или менструалне неправилности), која је релативно чест симптом код жена са макроаденомом, изазива сумњу на лезију хипофизе.
Старост
Тумори погађају појединце свих узраста, али инциденција расте са годинама, достижући врхунац између треће и шесте деценије живота.

## Релевантна анатомија
Хипофиза се често назива "главном жлездом" људског тела. Део осе хипоталамус-хипофиза, контролише већину ендокриних функција тела путем лучења различитих хормона у циркулаторни систем. Хипофиза се налази испод мозга у депресији (фоси) сфеноидне кости познатој као турско седло (sella turcica) . 
Иако је анатомски и функционално повезана са мозгом, хипофиза се налази изван крвно-мождане баријере. Од субарахноидног простора је одвојен селарна дијафрагма, па арахноидна материја, тако да церебрална кичмена течност, не мође  да уђу у селарни предео.
Хипофиза је подељена на два режња, предњи режањ (који чини две трећине запремине жлезде) и задњи режањ (једна трећина запремине) одвојени парс интермедија.
Задњи режањ (нервни режањ или неурохипофиза) хипофизе, упркос свом имену, није права жлезда. Задњи режањ садржи аксоне неурона који се протежу од хипоталамуса са којим је повезан преко стабла хипофизе. Хормони вазопресин и окситоцин, произведени од неурона супраоптичких и паравентрикуларних језгара хипоталамуса, складиште се у задњем режњу и ослобађају се из завршетака аксона (дендрита) унутар режња.
Предњи режањ хипофизе (аденохипофиза) је права жлезда која производи и лучи шест различитих хормона: тиреостимулишући хормон (ТСХ), адренокортикотропни хормон (АЦТХ), фоликул стимулишући хормон (ФСХ), лутеинизирајући хормон (ЛХ), хормон раста (ГХ) и пролактин (ПРЛ).

## Етиологија
Узрок макроаденома хипофизе није познат. Најчешће цитирање теорије приписују моноклонску неопластичну трансформацију ћелија хипофизе као узрок иницијације и раста тумора. Моноклонска природа већине тумора хипофизе и њихово задржавање одговора на негативну повратну спрегу хормонима које производе циљни органи подржавају ову хипотезу.

## Патофизиологија
Макроаденоми хипофизе су бенигне епителне неоплазме састављене од аденохипофизних ћелија. Примарни малигни тумори хипофизе су изузетно ретки. Докази сугеришу да се развој аденома хипофизе одвија у неколико корака, укључујући иреверзибилну фазу иницијације праћену промоцијом тумора.
Развој тумора хипофизе је моноклонални процес са неколико следећих  фактора који доприносе појави болести: 
- наследство и хормонски утицај
- генетске мутације.

Моноклонска природа већине тумора хипофизе сугерише да настају из мутиране ћелије хипофизе. Међутим, тачни патофизиолошки/молекуларни механизми који доводе до развоја аденома хипофизе остају непознати.
Неки тумори хипофизе могу се појавити као део клиничког синдрома код:
- вишеструке ендокрине неоплазије типа 1 (МЕН 1), аутозомно доминантног генетског поремећаја,
- аденома хипофизе (најчешће пролактиноми) који се јављају у вези са туморима паратироидних и ћелија острваца панкреаса.

Код McCune-Albright синдрома, лезије коже и полиостотична фиброзна дисплазија се јављају са хиперфункционалним ендокринопатијама. Овај синдром је резултат активирајуће мутације (соматске мутације) алфа подјединице Гс протеина и укључује ткива чији одговор на хормонске сигнале посредује аденилат циклаза. Најчешћи тумор хипофизе код McCune-Albrightсиндрома је соматотропином, што доводи до акромегалије . Занимљиво је да значајан проценат соматотропинома у спорадичним случајевима акромегалије има исте мутације.
Карнејев комплекс је аутозомно доминантни поремећај који карактерише примарна пигментирана нодуларна болест надбубрежне жлезде, кожне пигментне лезије (лентигине, плави невуси), тумори Сертолијевих ћелија тестиса, акромегалија, меланоцитни шваноми и срчани миксоми.

## Клиничка слика
Макроаденома хипофизе могу бити асимптоматски или могу имати знака и симптоме због хормонске неравнотеже или локалних ефеката, који су повезани са:
- визуелним дефицитима,
- главобољом,
- повишеним интракранијалним притиском иинтракранијалним крварењем.

Хормонски активни тумори могу имати симптоме због стимулације циљног органа, као што су: 
- хипертиреоза,
- Кушингов синдром,
- хиперпролактинемија.

## Дијагноза
Сви тумори требало би да буду подвргнути скринингу базалним хормонским мерењима, што може укључивати пролактин, тиротропин, тироксин , адренокортикотропин, кортизол, лутеинизирајући хормон ( ЛХ ), фоликулостимулишући хормон (ФСХ), естрадиол, тестостерон, хормон раста (ИГФ фактор раста) и гликопротеин алфа.
Динамички хормонски тестови се изводе да би се проценила функционалност тумора и помогло у диференцијалној дијагнози. Такође се могу користити за процену резерве предње хипофизе.
Снимање хипофизе је важно за потврђивање дијагнозе макроаденома хипофизе, као и за одређивање диференцијалне дијагнозе других селарних лезија. Обични рендгенски снимци лобање су лоши у оцртавању меких ткива и зато су замењени компјутерском томографијом (ЦТ) скенирањем и магнетном резонанцом (МРИ).
Тестирање видног поља треба извршити, посебно код тумора који захватају оптичку хијазму. Озбиљност визуелних дефеката може диктирати агресивнији облик лечења.

## Диференцијалне дијагнозе[7]
- Краниофарингиоми
- Герминоми
- Грануломатозна болест (нпр  туберкулоза, сифилитична гума, саркоидоза)
- Хистиоцитоза
- Лимфоцитни хипофизитис
- Метастатски тумори
- Хиперплазија хипофизе ( у трудноћи, дуготрајни хипотиреоидизам и ектопична производња хипоталамуса, као што је хормон који ослобађа кортикотропин [ЦРХР] или хормон раста који ослобађа хормон [ГХРХ])
- туберкулоза
- Хордоми
- Васкуларне анеуризме

## Тарапија
Циљ лечења макроаденома је потпуно излечење. Када се то не може постићи, онда се употребом лекова, операцијом и зрачењем. жели постићи:
- смањење туморске масе,
- враћање хормонске функције и
- враћање нормалног вида.

Макроаденоми хипофизе често захтевају хируршку интервенцију за излечење. Изузетак од овог правила су макропролактиноми, који обично имају одличан одговор на медицинску терапију. 
Величина тумора може бити смањена, али често не нестане у потпуности. Медицински третман тада може играти улогу у смањењу величине тумора, контроли хормонског вишка или исправљању хормонског недостатка.